# La Barberie
Pour les articles homonymes, voir Barberie.

Logo

La Barberie est une microbrasserie québécoise utilisant un modèle coopératif. Elle est située dans le quartier Saint-Roch de la ville de Québec.

## La coopérative
La Barberie est fondée en 1995 par Bruno Blais, Mario Alain et Todd Picard. En 2016, elle emploie près d’une trentaine de travailleurs et produit annuellement plus de 2700 hectolitres. Située à l’extrémité est de Saint-Roch, La Barberie est active dans son quartier dont elle soutient la revitalisation et le développement économique et social, en plus d’être impliquée dans le mouvement coopératif et le développement du savoir-faire microbrassicole au Québec. 
Un salon de dégustation  adjacent au lieu de brassage est ouvert au public depuis 1997.  Plus de 200 recettes de bières ont déjà été brassées à ce jour et depuis août 2002, elle embouteille et distribue ses produits un peu partout dans la province de Québec.

## La gamme saisonnière
Pale Ale lime et framboise
Pale Ale/Bière aux fruits 
Alc. : 5 %
500ml
Cuivrée au thé
Bière aux épices 
Alc. : 5 %
500ml

## La gamme régulière
Blonde biologique
Ale américaine 
La Blonde biologique de La Barberie est la toute première bière québécoise à recevoir une certification biologique par un organisme reconnu, soit Écocert Canada. 
Alc. : 4,5 %
500ml
Blanche aux mûres
Bière aux fruits 
Alc. : 5 %
500ml
Rousse bitter
Pale Ale anglaise
Alc. : 4,5 %
500ml
Rousse Brasse-Camarade
Ale écossaise et irlandaise
Une partie des profits de sa vente est versée par La Barberie au Fonds d’emprunt économique communautaire de Québec qui finance de petites entreprises. 
Alc. : 6,5 %
500ml
Stout impérial
Stout
Alc. : 7,5 %
500ml
India Pale Ale
India Pale Ale
Alc. : 5 %
500ml
Blonde au chardonnay
Bière de spécialité 
Alc. : 10 %
500ml